# Хобайн, Херберт
Херберт Хобайн (нем. Herbert Hobein; 25 декабря 1906, Айнбек — 16 декабря 1991) — немецкий хоккеист на траве, полевой игрок. Бронзовый призёр летних Олимпийских игр 1928 года.

## Биография
Херберт Хобайн родился 25 декабря 1906 года.
Играл в хоккей на траве за ЭТУФ из Эссена и «Ганновер».
В 1928 году вошёл в состав сборной Германии по хоккею на траве на летних Олимпийских играх в Амстердаме и завоевал бронзовую медаль. Играл в поле, провёл 3 матча, забил 2 мяча в ворота сборной Испании.
В 1928—1936 годах провёл 5 матчей за сборную Германии.
Умер 16 декабря 1991 года.

## Семья
Был женат на Гизеле Хобайн. Она умерла в 2013 году в возрасте 102 лет.